# ذرة نيكاراغوية
ذرة نيكاراغوية (الاسم العلمي:Zea nicaraguensis) هي نوع من النباتات يتبع جنس السفون من الفصيلة النجيلية.